# Titularbistum Bennefa
Bennefa ist ein Titularbistum der römisch-katholischen Kirche. 
Es geht zurück auf einen antiken Bischofssitz in der gleichnamigen Stadt, der römischen Provinz Byzacena bzw. Africa proconsularis in der Sahelregion von Tunesien.
| Titularbischöfe von Bennefa |                                   |                                                                               |                   |                    |
| Nr.                         | Name                              | Amt                                                                           | von               | bis                |
| 1                           | Prosper Dodds CSSp                | Apostolischer Vikar von Ziguinchor (Französisch-Westafrika/Mali-Föderation)   | 10. Juli 1952     | 14. September 1955 |
| 2                           | Louis Van Steene MAfr             | Apostolischer Koadjutorvikar, Apostolischer Vikar von Bukavu (Belgisch-Kongo) | 7. November 1955  | 10. November 1959  |
| 3                           | Virgil Patrick Copas MSC          | Apostolischer Vikar von Port Moresby (Papua und Neuguinea)                    | 19. Dezember 1959 | 15. November 1966  |
| 4                           | Carlo Fanton                      | Weihbischof in Vicenza (Italien)                                              | 7. Januar 1967    | 13. November 1976  |
| 5                           | Luis Enrique Orellana Ricaurte SJ | Weihbischof in Guayaquil Weihbischof in Quito (Ecuador)                       | 26. Januar 1978   | 16. Dezember 1997  |
| 6                           | Gonzalo de Jesús Rivera Gómez     | Weihbischof im Medellín (Kolumbien)                                           | 28. Januar 1998   | 20. Oktober 2019   |
| 7                           | Héctor Mario Pérez Villareal      | Weihbischof im Mexiko (Mexiko)                                                | 25. Januar 2020   |                    |